# Ян, Денис Геннадьевич
Денис Геннадьевич Ян (англ. Dennis Yan; род. 14 апреля 1997, Портленд) — российский хоккеист, нападающий. Игрок клуба КХЛ «Салават Юлаев». Мастер спорта России (2024).

## Биография
Денис Ян родился в США, однако позже его семья переехала в Москву, где с пяти лет Ян стал заниматься хоккеем. Воспитанник московских школ «Вымпел» и ЦСКА. В 2011 году вернулся за океан, где продолжил выступления на юниорском уровне, вплоть до приглашения в состав юниорской сборной США для участия в мемориале Глинки. На драфте НХЛ 2015 был выбран командой «Тампа-Бэй Лайтнинг».
С 2014 по 2017 год выступал на уровне Главной юниорской лиги Квебека (QMJHL), в составе «Шавиниган Катарактес». С 2017 по 2020 год выступал на уровне Американской хоккейной лиги, в составе аффилированного «Сиракьюз Кранч».
В январе 2021 года впервые переехал играть в Европу на взрослом уровне, в Австрию, где заключил контракт с клубом «Блэк Уингз 1992» выступающем на уровне Австрийской хоккейной лиги. Этому переходу поспособствовал тот факт, что из-за COVID-19 все соревнования в США завершились досрочно и для поддержания формы необходимо было, либо тренироваться по индивидуальной программе, либо искать временный клуб. Сезон 2021/2022 вновь провёл в США, выступая за «Гранд-Рапидс Гриффинс» — фарм-клуб «Детройт Ред Уингз».
В мае 2022 года в результате масштабного обмена между ярославским «Локомотивом», который в своё время получил права на Дениса Яна и нижегородским «Торпедо», в Ярославль отправился хоккеист Иван Чехович, а систему нижегородцев пополнили Александр Дарьин, Ян, Владислав Фирстов и Максим Летунов. В начале июля того же года Ян подписал годичное, одностороннее соглашение с «Торпедо». 3 сентября, в своей первой же игре забил гол в ворота магнитогорского «Металлурга».
24 сентября 2024 года подписал контракт с уфимским «Салаватом Юлаевым».